# Franck Trotel
Franck Trotel, né le 10 juillet 1974 à Dinan, est un coureur cycliste français. Actif des années 1980 à 2000, son palmarès compte près de 120 victoires. Il court avec l'équipe professionnelle Saint-Quentin-Oktos-MBK en 1999, après avoir été sacré meilleur amateur français la saison précédente par le journal L'Équipe.

## Palmarès
- 1991
  - Flèche Plédranaise
  - 2e du championnat de France sur route juniors
- 1992
  -  Médaillé de bronze du championnat du monde du contre-la-montre par équipes juniors
- 1994
  - Circuit du Morbihan
  - 2e du Tour d'Ille-et-Vilaine
  - 2e des Deux Jours cyclistes de Machecoul
  - 3e de Redon-Redon
- 1995
  - 2e de Troyes-Dijon
- 1997
  - 2e de la Flèche de Locminé
  - 2e du Tour du Tarn-et-Garonne
  - 3e des Boucles de la Mayenne
  - 3e des Deux Jours cyclistes de Machecoul
- 1998
  - Tour du Finistère
  - 3e de l'Essor breton
- 2000
  - Championnat du Limousin sur route
  - 3e du Grand Prix de Cours-la-Ville
- 2001
  - 2e du championnat du Limousin sur route
  - 3e du Grand Prix de la Côte des Isles